# Agnes Geraghty

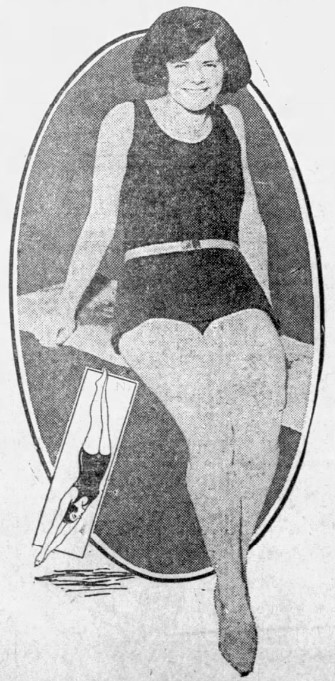
Agnes Geraghty (1924)

Agnes Geraghty, nach Heirat Agnes McAndrews, (* 26. November 1907 in New York City; † 1. März 1974 in Oceanside, New York) war eine Schwimmerin aus den  Vereinigten Staaten, die eine olympische Silbermedaille im Brustschwimmen gewann.

## Karriere
Agnes Geraghty von der Women’s Swimming Association erreichte bei den olympischen Schwimmwettbewerben 1924 in Paris als einzige Nicht-Europäerin das Finale über 200 Meter Brust. Nachdem sie im Vorlauf die schnellste Zeit geschwommen war, schlug sie im Endlauf mit 0,8 Sekunden Rückstand auf die Britin Lucy Morton an und erhielt die Silbermedaille vor der zweiten Britin Gladys Carson.
In den nächsten Jahren gewann Geraghty insgesamt zehn Meistertitel der Amateur Athletic Union. 1926 stellte sie einen Weltrekord über 100 Meter Brust auf. Bei den Olympischen Spielen 1928 in Amsterdam schied sie im Halbfinale über 200 Meter Brust aus, während ihre Landsfrau Margaret Hoffman das Finale erreichte.
Nach ihrer Heirat wurde Agnes McAndrews Schwimmlehrerin im Jones Beach State Park und später im South Shore Yacht Club in Freeport, Long Island.